# عبیدالله رامین
عبیدالله رامین بکو (زاده ۱۳۳۱ ولسوالی فرنگ بغلان – درگذشته ۱۴ آذر ۱۴۰۰) سیاستمدار افغانستانی، وزیر سابق وزارت زراعت، آبیاری و مالداری افغانستان و نماینده مردم بغلان در دوره شانزدهم مجلس نمایندگان بود. ایشان در مجلس شانزدهم نمایندگان افغانستان عضو کمیسیون منابع طبیعی و محیط زیست می‌باشد.

## زندگی‌نامه
عبیدالله رامین زاده ۱۳۳۱ از ولسوالی فرنگ ولایت بغلان می‌باشد. ایشان تحصیلات مدرسه‌ای خود را در لیسه بغلان تکمیل کرده و توانست مدرک لیسانس خود را از دانشگاه کابل در رشته اقتصاد در سال ۱۳۵۵ بدست آورد. وی پس از آن بیشتر فعالیت تجاری کرده‌است. در دوره اول ریاست جمهوری حامد کرزی در سمت وزیر زراعت، آبیاری و مالداری فعالیت داشته‌است.

## دیگر فعالیت‌ها
دیگر فعالیت‌های ایشان:
- مفتش بانک انکشاف زراعتی (۱۳۵۷–۱۳۶۰).
- رئیس کوپراتیف بانکهای افغانستان (۱۳۶۰–۱۳۶۲).
- فعالیت‌های تجارتی و سرمایه‌گذاری (۱۳۶۳–۱۳۸۱).
- رئیس مرکز تجار و صنعت کاران افغانستان (۱۳۸۲–۱۳۸۳).
- رئیس عمومی هیئت مدیره اتاق‌های تجارت بین مللی افغانستان (۱۳۸۳–۱۳۸۴).
- وزیر زراعت آبیاری و مالداری افغانستان (۱۳۸۴–۱۳۸۷).
- مؤسس و رئیس انجمن تولیدکنندگان و صادرکنندگان افغانستان (۱۳۸۸).